# Ministre des Relations Couronne-Autochtones
Le ministre des Relations Couronne-Autochtones (en anglais : Minister of Crown-Indigenous Relations) est le ministre responsable au sein du gouvernement fédéral canadien des relations entre la Couronne et les peuples autochtones canadiens.

## Liste des titulaires
| Titulaire Parti                                                     | Titulaire Parti                                                     | Titulaire Parti                                                     | Début                                                               | Fin                                                                 | Gouvernement     |
| ------------------------------------------------------------------- | ------------------------------------------------------------------- | ------------------------------------------------------------------- | ------------------------------------------------------------------- | ------------------------------------------------------------------- | ---------------- |
| Ministre des Relations Couronne-Autochtones et des Affaires du Nord | Ministre des Relations Couronne-Autochtones et des Affaires du Nord | Ministre des Relations Couronne-Autochtones et des Affaires du Nord | Ministre des Relations Couronne-Autochtones et des Affaires du Nord | Ministre des Relations Couronne-Autochtones et des Affaires du Nord | 29e (J. Trudeau) |
|                                                                     |                                                                     | Carolyn Bennett Libéral                                             | 28 août 2017                                                        | 18 juillet 2018                                                     | 29e (J. Trudeau) |
| Ministre des Relations Couronne-Autochtones                         |                                                                     |                                                                     |                                                                     |                                                                     | 29e (J. Trudeau) |
|                                                                     |                                                                     | Carolyn Bennett Libéral                                             | 18 juillet 2018                                                     | 26 octobre 2021                                                     | 29e (J. Trudeau) |
|                                                                     |                                                                     | Marc Miller Libéral                                                 | 26 octobre 2021                                                     | 26 juillet 2023                                                     | 29e (J. Trudeau) |
|                                                                     |                                                                     | Gary Anandasangaree Libéral                                         | 26 juillet 2023                                                     | 19 décembre 2024                                                    | 29e (J. Trudeau) |
| Ministre des Relations Couronne-Autochtones et des Affaires du Nord |                                                                     |                                                                     |                                                                     |                                                                     | 29e (J. Trudeau) |
|                                                                     |                                                                     | Gary Anandasangaree Libéral                                         | 19 décembre 2024                                                    | 14 mars 2025                                                        | 29e (J. Trudeau) |
| 14 mars 2025                                                        | 13 mai 2025                                                         | Gary Anandasangaree Libéral                                         | 30e (Carney)                                                        |                                                                     |                  |
| Ministre des Relations Couronne-Autochtones                         |                                                                     |                                                                     | 30e (Carney)                                                        |                                                                     |                  |
|                                                                     |                                                                     | Rebecca Alty Libéral                                                | 30e (Carney)                                                        | 13 mai 2025                                                         | En fonction      |

| Début           | Fin             | Ministère responsable                                     |
| --------------- | --------------- | --------------------------------------------------------- |
| 28 août 2017    | 15 juillet 2019 | Affaires autochtones et du Nord Canada                    |
| 15 juillet 2019 | Ce jour         | Relations Couronne-Autochtones et Affaires du Nord Canada |